# Trente Glorieuses

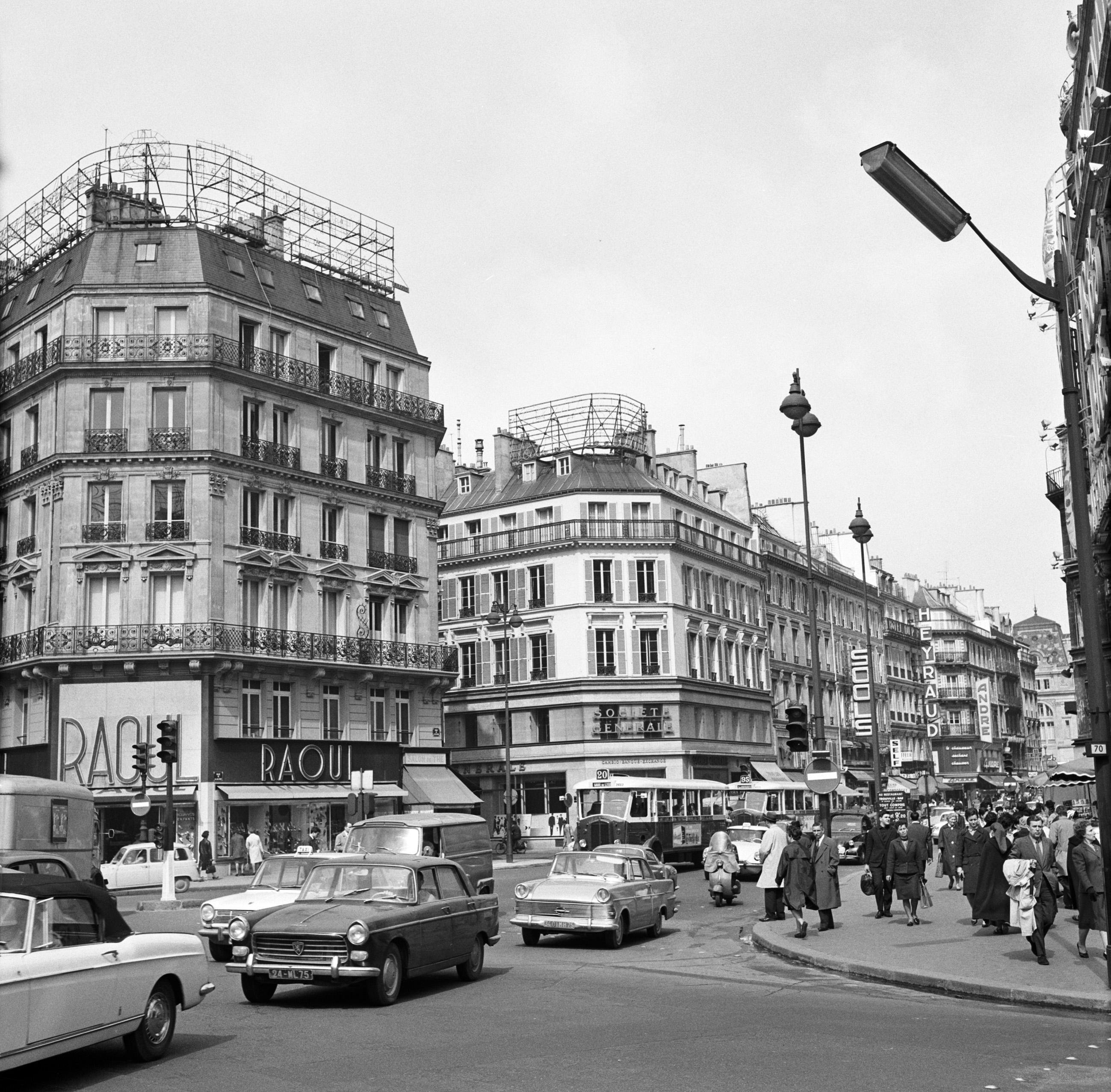
Parigi nel 1965.

Per Trente Glorieuses (in italiano: trenta [anni] gloriosi) si intende quel periodo della storia della Francia che va all'incirca dal 1945 al 1975, caratterizzato da un forte sviluppo economico e una profonda trasformazione economico-sociale.

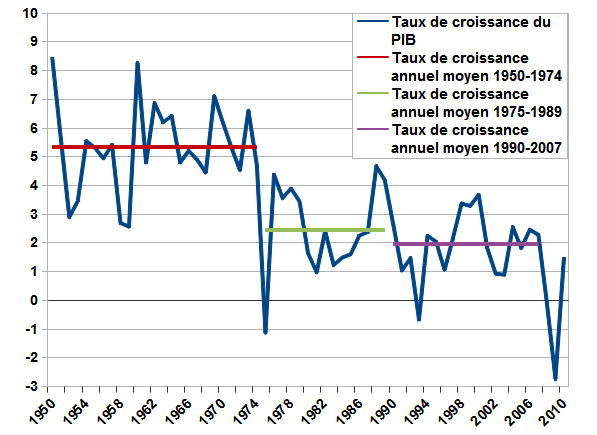
Crescita media annua durante i Trente Glorieuses (fonte INSEE).

## Origine del termine

Andamento degli occupati nei tre settori economici della Francia, dal 1806 al 1990 (fonte: INSEE).

Così come negli altri stati europei, il termine venne coniato solo posteriormente per indicare il periodo di grande crescita economica attraversato dai paesi industrializzati tra la fine del secondo conflitto mondiale e gli anni '70. Negli altri paesi ci si riferisce all'incirca verso lo stesso periodo con espressioni simili: Wirtschaftswunder nella Repubblica Federale Tedesca, Boom economico in Italia, Miracolo economico in Giappone.
Nel caso della Francia, la denominazione di "Trente Glorieuses" per indicare il periodo in questione venne utilizzata per la prima volta dall'economista francese Jean Fourastié nel 1979, con la pubblicazione del libro Les Trente Glorieuses, ou la révolution invisible de 1946 à 1975. Il termine deriva dalle "trois gloriouses", cioè i tre giorni della rivoluzione di luglio del 1830.

## Storia
Sin dalla liberazione dai tedeschi nel 1944, De Gaulle instaurò un'economia caratterizzata da un forte dirigismo e statalismo. Dopo i primissimi anni di semplice ricostruzione del sistema economico distrutto dalla guerra, a partire dal 1954 cominciò un impetuoso sviluppo capace di durare fino allo shock petrolifero del 1973.
In base a diversi studi, sia il potere d'acquisto reale che i consumi privati sono aumentati all'incirca del 170% dal 1950 al 1974. Gli standard di vita dei francesi divennero molto alti, si accentuò l'urbanizzazione già cominciata nella prima metà del Novecento, il possesso di beni - anche dal costo importante come le automobili - crebbe notevolmente (con l'eccezione del non decollo del numero di apparecchi telefonici, che sarebbe diventata una importante priorità dalla fine degli anni '70).
Tra il 1965 e il 1970 avvenne un'enorme redistribuzione della ricchezza. Particolarmente sentita fu la corsa alla tecnologia in generale: Nel 1961 viene fondato il Centre national d'études spatiales (o CNES), nel 1963 viene aperto il primo supermercato, nel 1965 viene lanciato il primo satellite francese (Astérix, per mezzo del vettore Diamant) e nel 1969 viene lanciato il Concorde (primo aereo supersonico commerciale). Anche il numero di laureati e dottorati aumenta considerevolmente, e il rapporto del numero degli occupati nei vari settori economici cambiò completamente, con il definitivo crollo degli occupati nell'agricoltura e il decollo degli stessi nel terziario.
In questo periodo non mancarono però anche degli eventi complessi e degli stravolgimenti sociali anche importanti, come la crisi di Suez del 1956, la guerra d'Algeria di fine anni '50 e l'instaurazione della Repubblica presidenziale da parte di De Gaulle stesso, il maggio francese del 1968.

### Altri miracoli economici coevi
- Miracolo economico italiano
- Wirtschaftswunder
- Miracolo economico giapponese
- Milagro económico español
- Miracolo economico greco

| Controllo di autorità | BNF (FR) cb11965064j (data) |